# بارنی کلارک
بارنی کلارک (انگلیسی: Barney Clark؛ زادهٔ ۲۵ ژوئن ۱۹۹۳) یک هنرپیشه اهل بریتانیا است.
از فیلم‌ها یا برنامه‌های تلویزیونی که وی در آن نقش داشته است می‌توان به الیور توئیست اشاره کرد.